# Somewhere in Time (Iron Maiden)
Somewhere in Time is het zesde studioalbum van Iron Maiden en werd op 29 september 1986 uitgebracht.
Op dit album werd het gebruik van gitaar- (en bas-) synthesizers geïntroduceerd. Zanger Bruce Dickinson beweerde achteraf tijdens het album in zijn creatieve dieptepunt te verkeren en zijn bijdrage was dan ook, op het inzingen na, nihil. Desondanks, door het sterke songmateriaal, de aanzienlijke bijdrage van gitarist Adrian Smith en de zeer passende goede ruimtelijke productie, behoort Somewhere in Time tot de kern van klassieke Iron Maiden albums.
De begeleidende wereldtournee heette Somewhere On Tour.

## Nummers
1. Caught Somewhere In Time (Harris) - 7:26
2. Wasted Years (Smith) - 5:08
3. Sea Of Madness (Smith) - 5:42
4. Heaven Can Wait (Harris) - 7:21
5. The Loneliness Of The Long Distance Runner (Harris) - 6:31
6. Stranger In A Strange Land (Smith) - 5:44
7. Deja Vu (Murray/Harris) - 4:56
8. Alexander The Great (Harris) - 8:36

In 1995 werd het album opnieuw uitgegeven met daarbij een bonuscd met B-kanten van eerdere singles en een aantal covers.
1. Reach Out (Dave Colwell, origineel van Bad Company) - 3:31
2. Juanita (Steve Barnacle, Derek O'Neil, origineel van Marshall Fury) - 3:47
3. Sheriff of Huddersfield (Iron Maiden, opgedragen aan manager Rod Smallwood) - 3:35
4. That Girl (Merv Goldsworth, Pete Jupp, Andy Barnett) - 5:07

## Bezetting
- Bruce Dickinson - Zang
- Steve Harris - Basgitaar, bassynthesizer
- Adrian Smith - Leadgitaar, Gitaarsynthesizer, Zang op Reach Out
- Dave Murray - Leadgitaar, Gitaarsynthesizer
- Nicko McBrain - Drums

## Singles
- Wasted Years (6 september 1986)
- Stranger in a Strange Land (22 november 1986)

## Albumhoes
Op de hoes staat Eddie (de mascotte van Iron Maiden) als een cyborg in een futuristische omgeving, . De gebruikte tekening was oorspronkelijk gemaakt als omslag voor een biografie van de band, Running Free van schrijvers Garry Bushell en Ross Halfin. Hierdoor staan er veel referenties op naar eerdere Iron Maiden-albums en naar onderwerpen uit de geschiedenis van de band.
- De straat waar Eddie zich bevindt, heet 'Acacia' (gedeeltelijk beschut), een referentie naar het nummer Acacia Avenue van het album The Number Of The Beast.
- Onder het straatnaambord hangt een poster van Eddie zoals hij stond afgebeeld op Iron Maidens debuutalbum. De poster is ook gebruikt op de singles Sanctuary en Women in Uniform.
- Eddie staat in een soortgelijke pose op het album Killers, daar heeft hij net zijn tegenstander vermoord met een bijl, hier met een futuristisch wapen.
- Een banier met de tekst "This is a very bory painting" is te zien in de lobby van het Bradbury Towers Hotel (links van Eddie's rechterbeen).
- Het Oog van Horus is te zien als neonverlichting op het dak van een gebouw, verwijzend naar het nummer Powerslave van het gelijknamige album.
- De afvalemmer tegen een lantaarpaal was ook te zien op de achterkant van het album Iron Maiden.

Op de achterkant van de hoes staan nog veel meer verwijzingen.
- Op de brug tussen de twee gebouwen is de tijd 23:58 aangegeven, een verwijzing naar het nummer 2 Minutes to Midnight.
- Veel vormen en opschriften op gebouwen verwijzen naar nummers van Iron Maiden of concertzalen waar ze hebben opgetreden:
  - "Phantom Opera House", een referentie naar het nummer Phantom of the Opera van het debuutalbum.
  - Hieronder staat heel klein geschreven: "Bollocks again & again". Een grap van de tekenaar Derek Riggs die het woord "Bollocks" ook al had verwerkt in de hoes van Powerslave.
  - De "Aces High Bar" verwijst naar het nummer Aces High. Het vliegtuig boven de bar heeft de vorm van een Spitfire, die voorkomt in ditzelfde nummer.
  - De tekst "Sand Dune" verwijst naar het nummer To Tame A Land, een nummer gebaseerd op de romanreeks Dune van Frank Herbert.
  - Bij de bioscoop wordt de film Blade Runner aangeprezen, de inspiratiebron van deze futuristische hoestekening. Ook draait er een film "Live After Death", een verwijzing naar het livealbum uit 1985.
  - Piramides in de achtergrond verwijzen naar het album Powerslave en zijn tevens een tweede verwijzing naar de film Blade Runner.
  - De bioscoop heet "Philip K. Dick Cinema", de auteur van Do Androids Dream of Electric Sheep? waarop de film Blade Runner is gebaseerd.
  - Meer referenties naar de film Blade Runner zijn "Dekkers Department Stores" en "Tyrell Corp". Ook "Bradbury Towers" lijkt zo'n verwijzing te zijn ("Bradbury Building" in de film) maar dit kan ook verwijzen naar SF-auteur Ray Bradbury.
  - Bij de piramides is vaag Magere Hein te zien zoals ook op de cover de single The Trooper.
  - Ancient Mariner Seafood Restaurant verwijst naar het nummer Ancient Mariner van het album Powerslave.
  - "The Ruskin Arms" verwijst naar een van de eerste concertzaaltjes waar Iron Maiden vaak optrad.
  - Op de eerste verdieping van het gebouw "The Ruskin Arms" zit een prostituee in een roodverlichte kamer, een verwijzing naar Charlotte the Harlot (Charlotte de hoer), een repeterend thema in nummers van Iron Maiden.
  - Ook de neonverlichting "RAINBOW" verwijst naar een favoriete concertzaal van Iron Maiden.
  - Linksboven deze verlichting staat "L'AMOURS Beer Gardens", een verwijzing naar een concertzaal in New York.
  - De TARDIS uit de BBC-televisieserie Doctor Who staat op een gebouw. De TARDIS staat ook op de hoes van de single Wasted Years.

Boven de Bradbury Towers valt Icarus uit de lucht, net zoals op de hoes van de single The Flight of Icarus. Dit figuur lijkt ook op het logo voor Swan Song Records, een platenlabel van Led Zeppelin.
- - Op een lichtkrant staat een voetbaluitslag ("LATEST RESULTS.......WEST HAM 7........ARSENAL 3"), een knipoog naar bassist Steve Harris, een groot supporter van voetbalclub West Ham United FC.
  - De straatnaam "Upton Park" verwijst naar de thuisbasis van deze voetbalclub.
  - Ook de bandleden zijn getekend, zanger Bruce Dickinson houdt een brein vast, het symbool van het album Piece of Mind.
  - "Gypsy's Kiss" was de eerste band van Steve Harris.
  - "Long Beach Arena" verwijst naar het album Live After Death dat grotendeels in Long Beach Arena is opgenomen.
  - De neonverlichting "Maggies Revenge" verwijst naar de vroegere Britse premier Margaret Thatcher en tevens naar de hoezen van de singles Sanctuary en Women in Uniform.
  - Een gebouw heeft als opschrift "Asimov Foundation", een verwijzing naar schrijver Isaac Asimov en zijn Foundationserie.
  - De platenmaatschappij EMI, waar alle albums van Iron Maiden zijn uitgegeven is ook vermeld als "EMI REC."